# Старая Самаевка
Старая Самаевка (мокш. Сире Сомай, Пакся Сомай) — село, бывший центр сельской администрации в Ковылкинском районе, ныне — в составе Рыбкинского сельского поселения.  Население 255 человек (2001), в основном мордва-мокша.  В Старосамаевскую сельскую администрацию входили также деревня Старая Дергановка (7 человек) и Старая Толковка (54 человека).
Расположено на речке Малый Азясь (Толкуляй), в 35 км от районного центра и железнодорожной станции Ковылкино. Название-антропоним: от дохристианского мордовского имени Самай (Сомай, Семай) основателя населённого пункта. Упоминается с 1637 г., о чём свидетельствует актовый документ 1653 года: "В нём жили служилые казаки пятидесятник Степан Федоров сын Мызников с товарыщи 50 человек, которых прибрал Федор Сулеманов в 1648 году, да крестьяне Томилка Васильев сын Маскинской с товарыщи 40 человек. В селе церковь Николая Чудотворца. Крестьяне владели землей по набору сытного дворца стряпчего Непыта Сущова 145 (1637) году и по окладу Ивана Касагова 151 (1643) году" (ЦГАДА ф. 132б, оп. 2., д, 674, с. 4).
В «Списке населённых мест Пензенской губернии» 1869 года Старая Самаевка — деревня казённая из 78 дворов Краснослободского уезда. В 1913 г. здесь было 134 двора (1150 человек); имелись хлебозапасный магазин, 2 ветряные мельницы, 4 маслобойки и просодранки, 2 шерсточесалки, 2 валяльных завода, 2 кузницы, 3 кирпичных сарая; в 1931 г. — 159 дворов (1 158 чел.). Создан колхоз им. Мичурина, с 1974 г. — «Якстерь знамя» («Красное знамя»), с 1997 г. — СХПК «Старосамаевский». В современном селе — средняя школа, библиотека, дом культуры, магазин и медпункт. 
Старая Самаевка — родина учёного-агронома В.И. Липатова, журналиста П.В. Шавензова, инженера-светотехника, изобретателя и кандидата технических наук В.В. Бармина.